# Pseudochthonius perreti
Espèce
Pseudochthonius perreti est une espèce de pseudoscorpions de la famille des Chthoniidae.

## Distribution
Cette espèce est endémique du Kenya. Elle se rencontre vers Kogari.

## Description
La femelle holotype mesure 0,92 mm.

## Étymologie
Cette espèce est nommée en l'honneur de Jean-Luc Perret.

## Publication originale
- Mahnert, 1986 : Die Pseudoskorpione (Arachnida) Kenyas. 7. Chthoniidae. Revue Suisse de Zoologie, vol. 92, no 4, p. 823-843 (texte intégral).